# Guerman Sveshnikov
Guerman Aleksándrovich Sveshnikov –en ruso, Герман Александрович Свешников– (11 de mayo de 1937-9 de junio de 2003) fue un deportista soviético que compitió en esgrima, especialista en la modalidad de florete.
Participó en tres Juegos Olímpicos de Verano entre los años 1960 y 1968, obteniendo en total tres medallas: oro en Roma 1960, oro en Tokio 1964 y plata en México 1968. Ganó doce medallas en el Campeonato Mundial de Esgrima entre los años 1958 y 1969.

## Palmarés internacional
| Juegos Olímpicos   | Juegos Olímpicos            | Juegos Olímpicos  | Juegos Olímpicos    |
| Año                | Lugar                       | Medalla           | Prueba              |
| ------------------ | --------------------------- | ----------------- | ------------------- |
| 1960               | Roma (Italia)               | Medalla de oro    | Florete por equipos |
| 1964               | Tokio (Japón)               | Medalla de oro    | Florete por equipos |
| 1968               | Ciudad de México (México)   | Medalla de plata  | Florete por equipos |
| Campeonato Mundial |                             |                   |                     |
| Año                | Lugar                       | Medalla           | Prueba              |
| 1958               | Filadelfia (Estados Unidos) | Medalla de plata  | Florete por equipos |
| 1959               | Budapest (Hungría)          | Medalla de oro    | Florete por equipos |
| 1961               | Turín (Italia)              | Medalla de oro    | Florete por equipos |
| 1962               | Buenos Aires (Argentina)    | Medalla de oro    | Florete individual  |
| 1962               | Buenos Aires (Argentina)    | Medalla de oro    | Florete por equipos |
| 1963               | Danzig (Polonia)            | Medalla de oro    | Florete por equipos |
| 1965               | París (Francia)             | Medalla de oro    | Florete por equipos |
| 1965               | París (Francia)             | Medalla de bronce | Florete individual  |
| 1966               | Moscú (URSS)                | Medalla de oro    | Florete individual  |
| 1966               | Moscú (URSS)                | Medalla de oro    | Florete por equipos |
| 1967               | Montreal (Canadá)           | Medalla de plata  | Florete por equipos |
| 1969               | La Habana (Cuba)            | Medalla de oro    | Florete por equipos |